# Kunges
Il Kunges (in cinese 巩乃斯河; in pinyin Gǒngnǎisī Hé), noto anche come Künes, è il ramo sorgentifero di destra dell'Ili; scorre attraverso la Regione autonoma uigura dello Xinjiang, nel nord-ovest della Repubblica Popolare Cinese.
Nasce sul versante meridionale dell'Irenchabirga, nella parte orientale del Tien Shan. Da lì, il fiume scorre in direzione ovest attraverso un'ampia valle nella contea omonima fino ad incontrare, dopo un percorso di 220 km, il fiume Tekes, proveniente da sud. Durante i mesi estivi, il fiume va incontro a regolari piene. Una parte delle sue acque viene prelevata per scopi di irrigazione.